# Plomall de Moctezuma

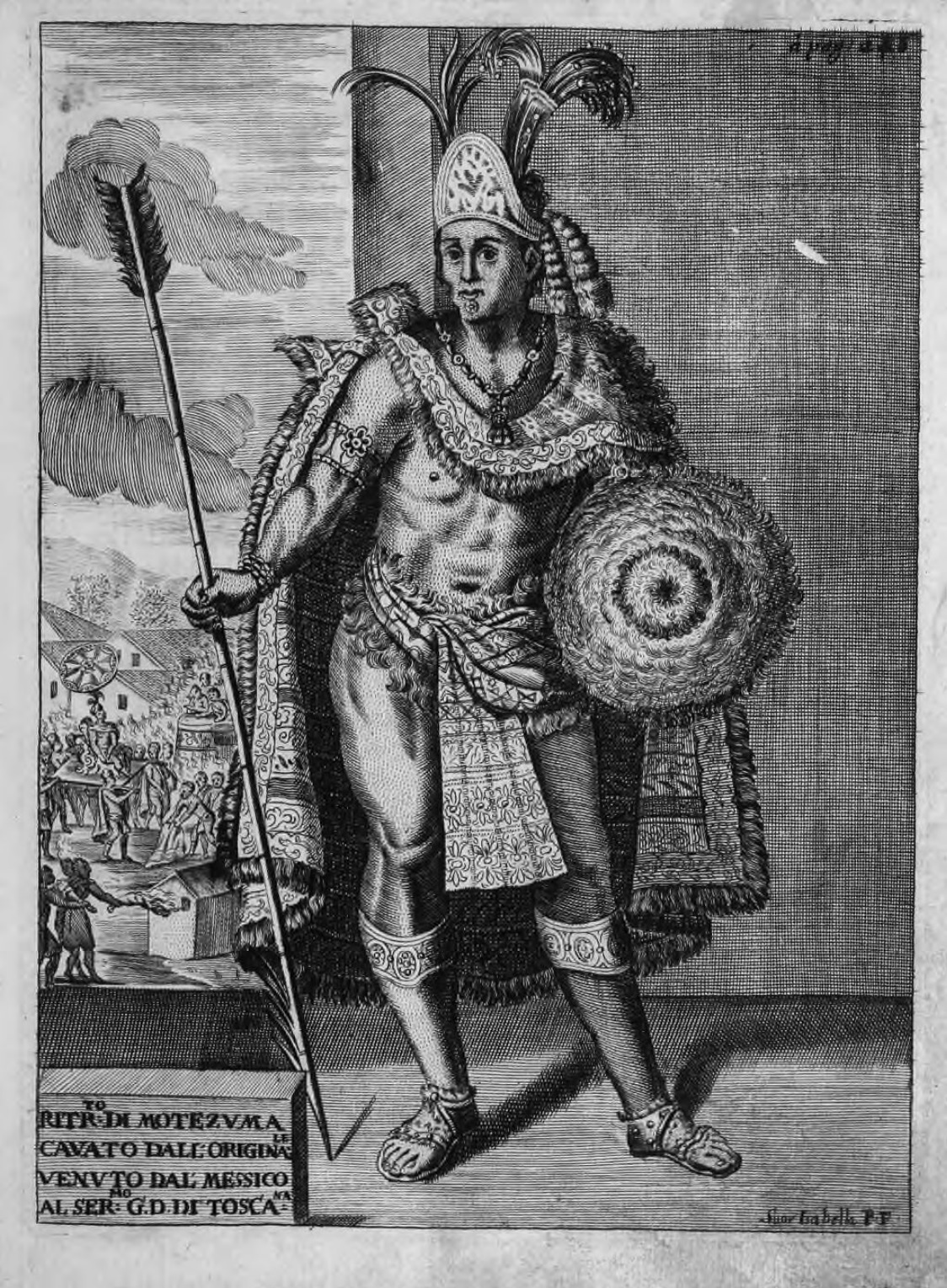
Una imatge de Moctezuma II amb un tocat diferent al denominat Plomall de Moctezuma.

Es coneix com a Plomall de Moctezuma un quetzalapanecáyotl o tocat de plomes de quetzal enfilades en or i pedres precioses que actualment es troba al Museu Etnogràfic de Viena, Àustria, que segons la tradició va pertànyer al tlatoani Moctezuma Xocoyotzin (1466-1520), tot i que no hi ha certesa històrica d'això, ni autenticitat de la seva antiguitat. Fins i tot que sigui un abillament pel cap ha estat qüestionat. Al llarg de diversos segles la peça ha canviat de propietaris en diverses ocasions fins a arribar a Viena. Durant el segle xx va ser part d'una campanya nacionalista promoguda des del govern mexicà per exaltar com una peça que havia de ser tornada a Mèxic, on hi ha una rèplica al Museu Nacional d'Antropologia de la Ciutat de Mèxic, que tot i les investigacions actuals se segueix presentant com a tal.

## Descripció
El plomall és en realitat un quetzalapanecáyotl, una obra dels amanteca sobre artistes mexicas especialistes en la creació d'objectes amb plomes. Té una alçada de 116 cm i un diàmetre de 175 cm. El centre del plomall està fet amb plomes blaves de l'au xiuh totol, i teixells d'or en forma de mitges llunes amb pedres precioses. Segueix una zona rosa de plomes de tlauquechol i una altra zona de plomes marrons de cucut, d'on surt una filera de plomes verdes de quetzal, algunes de fins a 55 cm de llarg. Segueix una altra zona també de plomes de quetzal. En total té més de 400 plomes de quetzal. Tot i que en l'actualitat està molt deteriorat el seu valor estimat pel govern austríac és d'uns quants milions de dòlars.
A la fi del segle xix diversos investigadors europeus, com Hochstetter i Eduard Seler es van interessar per la peça. La identificació com a quetzalapanecáyotl es deu a l'antropòloga nord-americana Zélia Nuttall. El plomall va ser dipositat al Museu Etnogràfic de Viena durant la Segona Guerra Mundial, juntament amb altres objectes prehispànics que s'han identificat amb objectes litúrgics del culte a Quetzalcóatl i Ehécatl.

## Teoria de la seva estada a Europa
La historiadora i investigadora mexicana Carmen Cook de Leonard afirma que aquesta peça és només un dels molts plomalls que posseïa Moctezuma i no es tracta d'una peça única i irreemplaçable. Moctezuma tenia moltes riqueses i utilitzava diferents ornaments com aquest. Segons aquesta teoria Hernán Cortés va iniciar converses amb Moctezuma per incitar-lo a convertir-se al catolicisme i a ser vassall del rei Carles I. Això va conscienciar Moctezuma de la guerra que s'aproximava i probablement per aconseguir temps per organitzar-se va donar a Cortés unes altres 158 peces junt a aquest plomall, com a regal pel seu rei. Així, aquestes peces van ser inventariades i enviades a Alemanya, on en aquell moment residia el rei. La peça va ser oblidada i molts anys després va ser descoberta, restaurada i utilitzada com a símbol del Museu d'Etnologia de Viena.